# (37392) Yukiniall
(37392) Yukiniall est un astéroïde de la ceinture principale.

## Description
(37392) Yukiniall est un astéroïde de la ceinture principale. Il fut découvert le 10 décembre 2001 à Uccle par Thierry Pauwels et Henri Boffin. Il présente une orbite caractérisée par un demi-grand axe de 2,32 UA, une excentricité de 0,16 et une inclinaison de 9,5° par rapport à l'écliptique.

## Compléments